# 박경남
박경남(朴慶南、1950년~)은 대한민국의 수필가이다.
일본 태생의 재일 한국인 2세인 그녀는 대학 졸업 후 라디오 방송 MC와 시나리오 작가로서의 활동을 시작하며 수필가로서 활동을 이어나가는 중이다. 또한 일본 내에서 위안부 문제나 아이누족의 권리 회복을 요구하는 서명 활동 등 사회 운동에 적극적으로 참여하고 있다.